# Canzone dei Puffi/Ghimbirighimbi
Canzone dei Puffi/Ghimbirighimbi è il quarto singolo discografico di Cristina D'Avena, pubblicato nel 1982. Venne premiato con il Disco d'Oro.

## Descrizione
Nell'aprile 1984 le vendite del disco avevano superato le 200 000 copie, fino a giungere a un totale di oltre 500 000 copie. Il brano rimase in classifica per otto settimane raggiungendo la sesta posizione.
La base musicale, originariamente composta per la versione olandese Smurfen Televisie Lied, fu utilizzata anche per quella francese Les Schtroumpfs e per quella spagnola El país de los Pitufos. Il testo fu scritto da Alessandra Valeri Manera su arrangiamento di Augusto Martelli riadattato dalla versione originale di Dan Lackman e Victor Szell, mentre ai cori si vede la partecipazione dei Piccoli Cantori di Milano di Niny Comolli e di Gastone Pescucci come voce di Gargamella.
Della traccia del lato A esiste un'altra versione inedita su disco con il coro differente dalla versione dedicata alla vendita.
Nel 1996 e nel 2004 l'artista ha inciso nuovamente Canzone dei Puffi per la produzione di due differenti remix.
La traccia del lato B, Ghimbirighimbi, è un brano non dedicato a nessun cartone animato nello specifico. Quest'ultimo è stato ripubblicato in altri due album dell'artista, Do re mi... Five - Cantiamo con Five e 30 e poi... - Parte seconda.

## Tracce
Lato A
1. Canzone dei Puffi (feat. Gastone Pescucci) – 2:30 (testo: Victor Szell, Alessandra Valeri Manera – musica: Dan Lacksman; edizioni musicali SEPP)

Lato B
1. Ghimbirighimbi – 2:20 (testo: Mario Rasini – musica: Augusto Martelli; edizioni musicali Canale 5 Music)

## Produzione musicale e formazione

### Canzone dei Puffi
- Augusto Martelli – Produzione, arrangiamento, supervisione musicale, direzione orchestra
- Orchestra di Augusto Martelli – Esecuzione
- I Piccoli Cantori di Milano – Cori
- Niny Comolli – Direzione cori
- Laura Marcora – Direzione cori

### Ghimbirighimbi
- Augusto Martelli – Produzione, arrangiamento, supervisione musicale, direzione orchestra
- Orchestra di Augusto Martelli – Esecuzione

## Pubblicazioni all'interno di album, raccolte e singoli
Canzone dei Puffi e Ghimbirighimbi sono state inserite all'interno di alcuni album della cantante.
| Anno | Album o singolo                               | Titolo                    | Versione                                                                                     |
| ---- | --------------------------------------------- | ------------------------- | -------------------------------------------------------------------------------------------- |
| 1982 | Do re mi... Five - Cantiamo con Five          | Ghimbrighimbi             | Versione originale                                                                           |
| 1982 | –                                             | Canzone dei Puffi         | Versione con il coro di Victorio Pezzolla                                                    |
| 1982 | I Puffi                                       | Canzone dei Puffi         | Versione originale                                                                           |
| 1983 | Fivelandia                                    | Canzone dei Puffi         | Versione originale                                                                           |
| 1987 | Cristina D'Avena con i tuoi amici in TV       | Canzone dei Puffi         | Versione originale                                                                           |
| 1987 | Fivelandia Collection                         | Canzone dei Puffi         | Versione originale                                                                           |
| 1993 | Le canzoni dei Puffi                          | Canzone dei Puffi         | Versione originale                                                                           |
| 1996 | –                                             | Canzone dei Puffi         | Versione Revox 1996                                                                          |
| 1996 | Cristina D'Avena Dance                        | Canzone dei Puffi (Remix) | Versione remix del 1996                                                                      |
| 1997 | Cristina D'Avena Baby Mix                     | Canzone dei Puffi (Remix) | Versione remix del 1996                                                                      |
| 1997 | Un mondo di amici                             | Canzone dei Puffi         | Versione originale                                                                           |
| 2002 | Le canzoni più belle                          | Canzone dei Puffi         | Versione originale                                                                           |
| 2002 | Greatest Hits                                 | Canzone dei Puffi         | Versione originale                                                                           |
| 2002 | Greatest Hits - Vol. 1                        | Canzone dei Puffi         | Versione originale                                                                           |
| 2004 | Cartoon Story                                 | Canzone dei Puffi         | Versione originale                                                                           |
| 2004 | –                                             | Canzone dei Puffi         | Versione Revox 2004                                                                          |
| 2004 | Cartuno - Parte 4                             | Canzone dei Puffi (Remix) | Versione remix del 2004                                                                      |
| 2005 | Cartoonlandia Girls                           | Canzone dei Puffi         | Versione originale                                                                           |
| 2006 | Fivelandia 1 & 2                              | Canzone dei Puffi         | Versione originale                                                                           |
| 2006 | Fivelandia 1                                  | Canzone dei Puffi         | Versione originale                                                                           |
| 2006 | Cristina D'Avena Baby Mix                     | Canzone dei Puffi         | Versione remix del 1996                                                                      |
| 2006 | Le canzoni dei Puffi                          | Canzone dei Puffi         | Versione originale                                                                           |
| 2006 | Crocodile Music                               | Canzone dei Puffi         | Versione originale                                                                           |
| 2006 | Cartoonlandia Boys & Girls Story              | Canzone dei Puffi         | Versione originale                                                                           |
| 2007 | Le canzoni di nonna Pina - Greatest Hits      | Canzone dei Puffi         | Versione originale                                                                           |
| 2008 | Le canzoni di nonna Pina Story                | Canzone dei Puffi         | Versione originale                                                                           |
| 2008 | Boing Music Compilation                       | Canzone dei Puffi         | Versione originale                                                                           |
| 2009 | Boing Cartoon Compilation                     | Canzone dei Puffi         | Versione originale                                                                           |
| 2009 | 50 volte Puffi - I nostri primi cinquant'anni | Canzone dei Puffi         | Versione originale                                                                           |
| 2009 | Cristina for You                              | Canzone dei Puffi         | Versione originale                                                                           |
| 2010 | Puffi che passione                            | Canzone dei Puffi         | Versione originale                                                                           |
| 2010 | Cristina for You                              | Canzone dei Puffi         | Versione originale                                                                           |
| 2011 | Puffi che passione                            | Canzone dei Puffi         | Versione originale                                                                           |
| 2011 | Cartoonlandia Story '80-'90                   | Canzone dei Puffi         | Versione originale                                                                           |
| 2011 | Il meglio di Cristina D'Avena                 | Canzone dei Puffi         | Versione originale                                                                           |
| 2011 | Balla e canta con Nonna Pina                  | Canzone dei Puffi (Remix) | Versione remix del 2004                                                                      |
| 2012 | 30 e poi... - Parte prima                     | Canzone dei Puffi         | Versione originale. A causa di un errore, la canzone è stata pubblicata tagliata sull'inizio |
| 2013 | 30 e poi... - Parte seconda                   | Ghimbrighimbi             | Versione originale                                                                           |
| 2015 | Fivelandia Story                              | Canzone dei Puffi         | Versione originale                                                                           |
| 2018 | Canzone dei Puffi                             | Canzone dei Puffi         | Versione 2018 in duetto con Patty Pravo                                                      |
| 2018 | Duets Forever - Tutti cantano Cristina        | Canzone dei Puffi         | Versione 2018 in duetto con Patty Pravo                                                      |